# Mannenkoor Harmonie

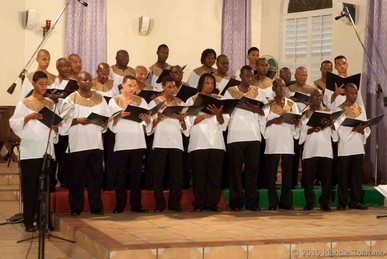
Het koor in 2009

Mannenkoor Harmonie is een Surinaamse mannenkoor. Het is opgericht op 26 september 1943 en het oudste mannenkoor van Suriname. Het bestuur wordt sinds 2012 voorgezeten door vocalist Marcel Pinas.

## Oprichting
Het Mannenkoor Harmonie werd opgericht op 26 september 1943 op initiatief van wijlen Dhr. Chris Leeuwin. Door wijlen Dhr. Daisy Samson, notaris werd via de radio op 22 september 1943 een lezing gehouden over de internationaal vermaarde Surinaamse musicus Dario Saveedra (Daan Samuels genoemd). Deze radiolezing werd met een voordracht van het gelegenheidsmannenkoor Harmonie, onder leiding van de heer Leo Heinemann, opgeluisterd met een compositie van Savedra, ‘Das Ringlein’.

## Leden
Het vocaal gezelschap, waarin drie generaties mannen koorzang en toonkunst uitoefenen, bestond in 2013 uit 25 actieve vocalisten, 1e en 2e tenoren en 1e en 2e bassen. Afhankelijk van het repertoire wordt er a capella gezongen of met instrumentale begeleiding bestaande uit piano, orgel, orkest of populaire- en volksmuziek bezetting.

## Dirigenten
De eerste dirigent was Leonard (Leo) Heinemann. Vervolgens kwamen Jacques Valpoort, Hugo van Ams, Harrold Sijlbing, Herman Snijders en Eldridge Zaandam. De gebroeders Mario en Guno Emanuelson hadden de artistieke leiding van het gezelschap. Raymond Bodeutseh heeft vele jaren als assistent-dirigent gefungeerd. Een gastdirigent die in verschillende projecten van het koor heeft geparticipeerd is de Arubaan Rufo Odor. Sinds 2009 is Liesbeth S. Peroti de dirigent. Rolff Jacott is assistent-dirigent en Benjamin Panhuyzen repetitor.

## Jack Uden dag
Op initiatief van Jack Uden, vriend, adviseur en voormalig pr officer van het koor wordt op iedere eerste zondag van het nieuwe jaar de "Jack Uden Dag" gehouden. Met deze dag wordt het nieuwe muziekjaar gezamenlijk geopend middels een overdenking, koorzang en uitgebreide lunch.

## Musici
- Als pianist: Daisy Samson, George Vieira, Hilda Duysker, Frans van der Sommen, Henk Geurtsen, Anniemieke Manichand, Pater S. Mulder, Gerda van der Broek, Henna Hiemcke, Karel Zeefuik, Martelize Eersel en Tania Samiran.
- Vocale solisten: Jacques Valpoort, H. De Vries Robles, Lize Stewart-Burke, Mavis Noordwijk, Yvonne van Weeren, Andre Robles, Eveline Calender en Sandra Goedhoop
- Orkesten, bands, muziekensembles en instrumentalisten: Harry de la Fuente (viool), Anton Favery (cellist), Blazers ensemble o.l.v. Leo Tjon a Kon, Eddy Snijders Orkest o.l.v. Rieke Mardjo, Politie- & Militaire kapel

## Repertoire
Het repertoire dat het koor bestaat uit Surinaamse volksmuziek, Westers populaire muziek, klassieke oude en nieuwe muziek en volksmuziek uit het Caribisch gebied, Europa en het Oosten.

## Jongenskoor Harmonie
Het Jongenskoor Harmonie is opgericht in 1982 op initiatief van het echtpaar E. Peroti. De oprichting van dit jongenskoor had ten doel om het mannenkoor Harmonie aan te vullen met jong talent om zo de vergrijzing tegen te gaan. Het Jongenskoor Harmonie staat onder leiding van dirigent Julia Boomsma en telt ruim 25 leden.

## Discografie
LP, opname in STVS-studio, o.l.v Hugo van Ams
- 2003: Ik bouw op U (cd)
- 2009: You tube film opnames

## Internationale reizen
- 1975 Venezuela & Curaçao
- 1976 Cuba
- 1977 en 1978 Brazilië
- 1981 Frans-Guyana
- 1985 Venezuela
- 1994 Guyana
- 2003 Duitsland & Nederland
- 2004 Curaçao & Aruba